# Emanuel Prüll
Emanuel Prüll (* 27. Oktober 1896 in Prag; † 28. Februar 1980 ebenda) war ein tschechoslowakischer Schwimmer.

## Karriere
Prüll sollte bereits 1912 als Teil der österreichischen Delegation an den Olympischen Spielen in Stockholm teilnehmen. Für den Wettbewerb über 100 m Freistil war der Schwimmer hier gemeldet, trat aber nicht an. Acht Jahre später nahm er für die Tschechoslowakei an den Spielen im belgischen Antwerpen teil. Dort scheiterte er im Wettbewerb über 1500 m Freistil als Fünfter des dritten Vorlaufs an der Halbfinalqualifikation. Zusätzlich zu diesen internationalen Wettkämpfen war er auch auf nationaler Ebene aktiv.
Neben dem Sport studierte er zwischen 1910 und 1915 an der Kunstgewerbeschule in Prag. Später engagierte er sich in der Widerstandsgruppe Obrana národa. Nach deren Auflösung im Jahr 1941 durch die Gestapo wurde er Anfang 1942 zum Tode verurteilt und anschließend in das KZ Mauthausen deportiert. Dieses überlebte er auf ungeklärte Weise. Ab 1954 war er als Kollaborateur der Staatssicherheit in der Tschechoslowakei unter dem Decknamen Eman registriert.